# Sos Hajrapetjan
Sos Hajrapetjan, född den 12 september 1959 i Hrazdan, Armenien, är en sovjetisk landhockeyspelare.
Han tog OS-brons i herrarnas landhockeyturnering i samband med de olympiska landhockeytävlingarna 1980 i Moskva.